# Vissende kat
De vissende kat of viskat (Prionailurus viverrinus) is een wilde katachtige uit Zuidoost-Azië en India. Het is samen met de platkopkat (Prionailurus planiceps) de enige katachtige die een belangrijk deel van zijn voedsel in het water vindt. Door de korte poten, het lange lijf en de gevlekte vacht wordt de vissende kat soms vergeleken met de civetkatten. Daaraan heeft de soort ook zijn soortaanduiding viverrinus, wat civetkat betekent, te danken.

## Kenmerken
De vissende kat heeft een korte, lichtbruine tot groenig grijze vacht met donkerbruine tot zwarte vlekken, die op de nek en het voorhoofd overgaan in donkere strepen. De flanken en de buik zijn lichter gekleurd. De staart is zwartgeringd. De poten zijn vrij kort. De klauwen hebben kleine, slecht ontwikkelde zwemvliezen. De vissende kat kan zijn tenen spreiden, waardoor hij zich makkelijker kan voortbewegen over drassige grond.
De vissende kat is een stevige katachtige met een lang lichaam en een korte staart. Het dier wordt 57 tot 85 centimeter lang en 4 tot 14 kilogram zwaar. De staart is 20 tot 33 centimeter lang. Mannetjes worden groter dan vrouwtjes: vrouwtjes worden gemiddeld 6 tot 7 kilogram zwaar, mannetjes 11 tot 12 kilogram.

## Leefwijze
De vissende kat is een solitaire jager, die 's avonds en 's nachts op jacht gaat. Overdag verblijft hij in dicht struikgewas of in een holle boomstam. De vissende kat eet voornamelijk waterdieren als vissen, schelpdieren, kikkers, kreeftachtigen als kreeften en krabben, waterinsecten, watervogels en slangen. Op het land vangen ze vogels en zoogdieren van muizen tot civetkatten, axishertenkalveren en varkens. Ook eten ze aas, bijvoorbeeld door tijgers achtergelaten kadavers. Hij vangt vissen en kikkers door in ondiep water te duiken en de dieren met de bek te vangen, of door langs de oever de dieren uit het water te slaan met de voorpoten. Het is een goede zwemmer, die brede rivieren kan oversteken. 

## Voortplanting
De vissende kat krijgt een tot vier jongen na een draagtijd van 63 tot 70 dagen. Na tien maanden zijn de jongen onafhankelijk. De vissende kat wordt gemiddeld twaalf jaar oud.

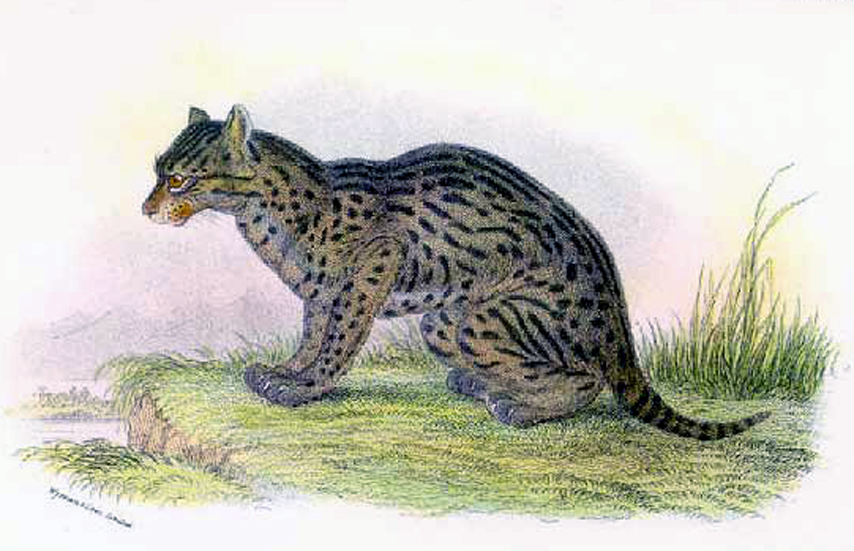
Chromolithografie van Richard Lydekker

## Bedreiging
De belangrijkste bedreiging voor de vissende kat is habitatvernietiging en watervervuiling.

## Verspreiding
De vissende kat komt voor in de wetlands van Zuidoost-Azië. Hij komt voor van Pakistan, Noord-India, Nepal en Zuid-China zuidwaarts tot Sri Lanka, Sumatra en Java, tot een hoogte van 1525 meter in de Himalaya. De vissende kat is afhankelijk van water, en komt voornamelijk voor in waterrijke gebieden met dichtbegroeide oevers, als moerassen, meren, rivieren, traagstromende beken en rivierdelta's grenzend aan bossen, rietvelden en mangrovebossen.